# Katastrofa łodzi na jeziorze Gardno
Katastrofa łodzi na jeziorze Gardno – zatonięcie dwóch łodzi rybackich z pasażerkami na jeziorze Gardno 18 lipca 1948.
W rezultacie śmierć poniosło 25 osób: 21 dziewczynek i 4 dorosłe kobiety. Jest to jedyna tak tragiczna katastrofa na wodach śródlądowych w Polsce, przy czym do czasu zatonięcia promu „Jan Heweliusz” była to najtragiczniejsza katastrofa w ruchu wodnym po II wojnie światowej w historii Polski, łącznie z morskimi. Jest to też najtragiczniejszy wypadek w całej historii polskiego harcerstwa.

## Okoliczności poprzedzające katastrofę
Rejs zorganizowany został dla harcerek z Łodzi, członkiń 15. Łódzkiej Żeńskiej Drużyny Harcerek im. „Zośki”, nazywanej Małą Piętnastką, działającej przy Szkole Powszechnej nr 161 w Łodzi (wszystkie harcerki były jej uczennicami). Przebywały one w lipcu 1948 na obozie letnim w Gardnie Wielkiej, położonej na południowym brzegu jeziora Gardno. 17 lipca podczas ogniska ogłoszono, że następnego dnia (w niedzielę) będzie wycieczka nad morze, przez jezioro Gardno do Rowów.
Harcerki miały popłynąć przez jezioro dwiema łodziami rybackimi, które przygotowali do drogi pracownicy miejscowego gospodarstwa rybnego. Większa łódź była motorowa i miała kabinkę. Mogła ona pomieścić 12–14 osób, natomiast druga – mniejsza, płaskodenna i bez napędu – najwyżej 6–7. Obsadę łodzi stanowili przewoźnik i mechanik. Rejs uległ opóźnieniu, gdyż mechanik dopiero w dniu wycieczki instalował silnik na większej łodzi. W efekcie, zamiast o planowanej godzinie 10, rejs rozpoczął się około 16, co sprawiało, że jego sens był wątpliwy.
W obu łodziach, mogących pomieścić około 20 osób, popłynęły łącznie 42 osoby: 36 dziewczynek, nauczycielka Eugenia Leszewska (dwie najmłodsze dziewczynki były jej bratanicami), pomagająca jej dorosła harcerka Teresa Czyżykowska, dwie miejscowe kobiety – pracująca w kuchni obozowej Halina Kowal (żona mechanika łodzi) oraz partnerka sternika (określana jako żona) Rozalia Zabłocka, a także sternik i mechanik. Ostatni dwaj byli przesiedleńcami i nie mieli wystarczającego doświadczenia w ruchu wodnym. Przed rejsem byli ostrzegani przez rybaków mieszkających w Gardnie (zarówno Polaków, jak i Niemców), że zabierają na łodzie za dużo osób, ale sternik zignorował wszystkie ostrzeżenia. Opiekunka innej drużyny harcerskiej uznała rejs za niebezpieczny i zawróciła swoją grupę z wycieczki.

## Przebieg katastrofy
Łodzie miały do pokonania ponad siedem kilometrów do Rowów, przez jezioro Gardno na jego przeciwny, północno-zachodni kraniec. Większa łódź holowała mniejszą na łańcuchu o długości zaledwie dwóch metrów, co uniemożliwiało wykonanie sprawnego zwrotu. Od początku przeciążone łodzie silnie się kołysały. W trakcie rejsu dziewczynki podniosły alarm, że większa łódź przecieka i pod ich nogami zbiera się woda. Wkrótce zgasł silnik i mechanik nie potrafił go uruchomić, a fale na jeziorze rozkołysały łodzie jeszcze bardziej. Sternik i mechanik nie panowali nad sytuacją; próbowali wybierać wodę czerpakiem, a ich nerwowe rozmowy wywołały przerażenie dzieci. Sternik zaczął przerzucać dziewczynki z przeciekającej motorówki do drugiej, mniejszej łodzi. Gdy przerzucił ich kilka, mniejsza łódź, gwałtownie przeciążona, nabrała wody całą szerokością burty i błyskawicznie się przewróciła. Uderzyła rufą o dno, a podtrzymywany łańcuchem dziób pozostał na powierzchni; ostatnia z przenoszonych dziewczynek wpadła bezpośrednio do wody. Szarpnięcie tonącej łodzi, fale i miotanie się pasażerów spowodowały po chwili wywrócenie się do góry dnem większej, przeciekającej łodzi motorowej. Do wypadku doszło w odległości około kilometra od brzegu.
Na łodziach nie było środków ratunkowych. Z dziewczynek, wychowywanych w czasie okupacji i mieszkających w położonym z dala od dużych akwenów mieście, prawdopodobnie tylko dwie umiały pływać. Jedynym punktem oparcia była przewrócona do góry dnem łódź z silnikiem. Dziewczynki usiłowały więc wczołgać się na tę łódź, na której schronienie znaleźli też obaj mężczyźni. Zofia Jackowska (wówczas Erdman), harcerka, która przy próbie przeniesienia jej do mniejszej łodzi wpadła bezpośrednio do wody, po wczołganiu się na przewróconą łódź motorową usłyszała od jednego z przewoźników, że przewrócona łódź też zatonie. Ponieważ dziewczynka trenowała pływanie sportowe, postanowiła sama popłynąć do brzegu. W tym czasie liczne dziewczynki szamotały się w wodzie wokół wywróconej łodzi, usiłując się jej złapać, przy czym łapały się wzajemnie i odruchowo wciągały pod wodę. Inna z harcerek zachowała zimną krew i widząc, co się dzieje wokół łodzi, desperacko odpłynęła. Mimo że w zasadzie nie umiała pływać, zdołała utrzymać się bez pomocy na wodzie i w ostatniej chwili, gdy już traciła siły, została uratowana.
Krzyki tonących niosły się po jeziorze i rybacy z Gardny Wielkiej, usłyszawszy je, natychmiast popłynęli na ratunek, biorąc wszelkie łodzie, jakie tylko znaleźli na brzegu. Jedną z pierwszych uratowanych była Zofia Erdman, która przepłynęła w kierunku brzegu znaczną część dystansu. Rybacy podejmowali z wody kolejne ofiary, dopóki starczyło miejsca w ich łodziach, a następnie transportowali je na brzeg. Tam zajmowali się nimi, przybyli na pomoc, mieszkańcy Gardny Wielkiej. W tym czasie nikt z ratujących nie znał zasad reanimacji – udzielający pomocy nie mieli pojęcia, jak przywrócić ofiarom oddech, co zapewne pozwoliłoby ocalić więcej harcerek. Ostatecznie udało się uratować 15 dziewczynek, które utrzymały się na wodzie lub na przewróconej łodzi oraz przewoźnika i mechanika. Śmierć poniosły 4 dorosłe kobiety i 21 dziewcząt.
Zwłoki dwóch najmłodszych dziewczynek (bratanic nauczycielki) wyciągnęli rybacy z kabinki wraku łodzi motorowej, nurkując. Ocalałe pamiętały, że Eugenia Leszewska utonęła, próbując wyciągnąć bratanice. Jezioro Gardno jest bardzo płytkie (maksymalna głębokość to zaledwie 2,6 m), toteż tego samego dnia znaleziono ciała wszystkich ofiar oraz podniesiono i sprowadzono na brzeg obydwie przewrócone łodzie.

## Wydarzenia po katastrofie
Na miejsce tragedii przyjechał starosta słupski Andrzej Przybylski, który pokierował dalszą akcją i sporządził dokładny raport o okolicznościach katastrofy. Ze Słupska przyjechał też lekarz i, z pomocą mieszkańców Gardny Wielkiej, zajął się uratowanymi: umieszczono je w pobliskiej sali gimnastycznej i zadbano, aby nie zasnęły, chroniąc je przed opóźnionymi skutkami zalania wodą płuc. Następnie, na polecenie starosty, ocalałe dziewczynki przeniesiono do innego obozu harcerskiego, zlokalizowanego w pobliskiej wsi Siecie, pod opiekę tamtejszych wychowawców, i stamtąd odbierały je rodziny.
Z Łodzi na miejsce katastrofy przyjechali prezydent miasta Eugeniusz Stawiński i I sekretarz łódzkiej PPR, Ignacy Loga-Sowiński. Ciała ofiar złożono w przywiezionych z Łodzi trumnach i dwa dni po katastrofie przewieziono do Łodzi. Z uwagi na upały zalecono ich natychmiastowe pochowanie (bez przeprowadzania sekcji, gdyż przyczyna śmierci była oczywista).
22 lipca 1948 (w dniu Narodowego Święta Odrodzenia Polski) odbył się w Łodzi zbiorowy pogrzeb 17 harcerek, zorganizowany przez łódzką chorągiew harcerską z pomocą władz miasta oraz kurii biskupiej, która przekazała kwaterę na pochówek. W uroczystościach, prowadzonych przez biskupa Kazimierza Tomczaka z udziałem 40 księży, uczestniczyło około 25 tysięcy osób. W trakcie pogrzebu dochodziło do dramatycznych scen: rozpaczające matki mdlały, a nieznana osoba rozpuściła plotkę, że niektóre trumny są puste i nie wszystkie ofiary znaleziono. Aby uspokoić zdesperowane rodziny, trumny na cmentarzu otwarto, zadając kłam plotce.
Podczas pogrzebu 17 harcerek na Starym Cmentarzu przy ul. Ogrodowej w Łodzi zostało pochowanych obok siebie: 12-letnie Krystyna Milerowicz, Zofia Pacuszka, Halina Piecek; 13-letnie Anna Bogdanowicz, Halina Broszkiewicz, Elżbieta Czernik, Krystyna Jencz, Maria Kozłowska, Lidia Niepołomska, Joanna Skwarczyńska; 14-letnie Anna Jaziewicz, Irena Piecek, Barbara Szabłowska, Anna Ślisiewicz, Krystyna Walewska oraz 15-letnie Aleksandra Kozłowska i Teresa Zapolska.
Pozostałe ofiary, na życzenie rodzin, zostały pochowane odrębnie: 13-letnia Halina Wizner w innym miejscu na tym samym cmentarzu, 21-letnia harcerka opiekunka Teresa Czyżykowska i jej bratanica, 14-letnia Teresa Sokołowska, na cmentarzu na Dołach, a nauczycielka, 37-letnia Eugenia Leszewska, oraz jej bratanice – 10-letnia Teresa i 8-letnia Elżbieta Leszewskie – na cmentarzu św. Anny na Zarzewie. Dwie ostatnie ofiary katastrofy, 19-letnia Halina Kowal i 42-letnia Rozalia Zabłocka, były mieszkankami Gardny Wielkiej i tam też odbyły się ich pogrzeby.
W relacjach, jakie bezpośrednio po katastrofie (20 i 21 lipca 1948) przekazywał „Dziennik Łódzki”, wśród ofiar wymieniana była także Aldona Markiewicz, komendantka obozu. Jej nazwiska nie ma na późniejszych listach ofiar. W relacjach tych jezioro Gardno nazywano „Korbno”, a Gardnę Wielką „Ustroniem koło Słupska” – chociaż nazwy Gardno i Gardna Wielka figurowały już na pierwszych polskich mapach z 1945.

## Śledztwo i proces
Niezwłocznie po katastrofie powołano dwie komisje do zbadania jej przyczyny. Jedną powołały władze Łodzi, drugą premier Józef Cyrankiewicz. Przeprowadzone śledztwo trwało krótko, bowiem okoliczności były oczywiste. Ocalałe harcerki zostały na miejscu przesłuchane. Od dwóch z nich – Zofii Erdman i Barbary Wacek – pochodzą najdokładniejsze relacje z samego przebiegu zdarzenia, ale nie przesłuchiwano ratujących dziewczynki rybaków.
30 i 31 sierpnia 1948 przed sądem w Słupsku odbył się proces. Sternik Wacław Rudnicki, kierujący tragicznym rejsem, został skazany na 5 lat więzienia za spowodowanie katastrofy: zabrał na łodzie nadmierną liczbę pasażerek, źle je rozlokował, doprowadził do wywrócenia łodzi, przy czym przeciekającą motorówkę zabrał z gospodarstwa rybackiego bez wiedzy zarządcy. Sam zarządca, Wacław Terlecki, został skazany w I instancji na 2 lata więzienia za przyczynienie się do katastrofy; zarzucono mu, że skierował opiekunkę harcerek w sprawie rejsu do Wacława Rudnickiego, chociaż wiedział, że ten jest tylko rybakiem i nie ma koncesji na przewóz ludzi łodziami; w ten sposób dopuścił do rejsu, który w ogóle nie powinien mieć miejsca. W wyniku złożonych apelacji Sąd Apelacyjny w Gdańsku 26 listopada 1948 r. utrzymał w mocy wyrok skazujący przewoźnika Wacława Rudnickiego, natomiast Wacław Terlecki został uniewinniony.
Mechanik łodzi (mąż Haliny Kowal, która zginęła w katastrofie) nie stanął przed sądem, gdyż zbiegł podczas przewożenia go do aresztu w Słupsku. Był to Kazimierz Stręciwilk, ukrywający się pod fałszywym nazwiskiem (jako Józef Kowal, według niektórych informacji Józef Markiewicz) partyzant antykomunistyczny poszukiwany przez UB. Zbiegł, gdyż obawiał się, że zostanie rozpoznany. Nigdy nie został ujęty, po latach ustalono za sprawą krewnych, że uciekł za granicę, a zginął w 1949 r. podczas próby nielegalnego przekroczenia granicy do Polski, gdy chciał sprowadzić za granicę syna i teściową, matkę Haliny Kowal.

## Upamiętnienie katastrofy

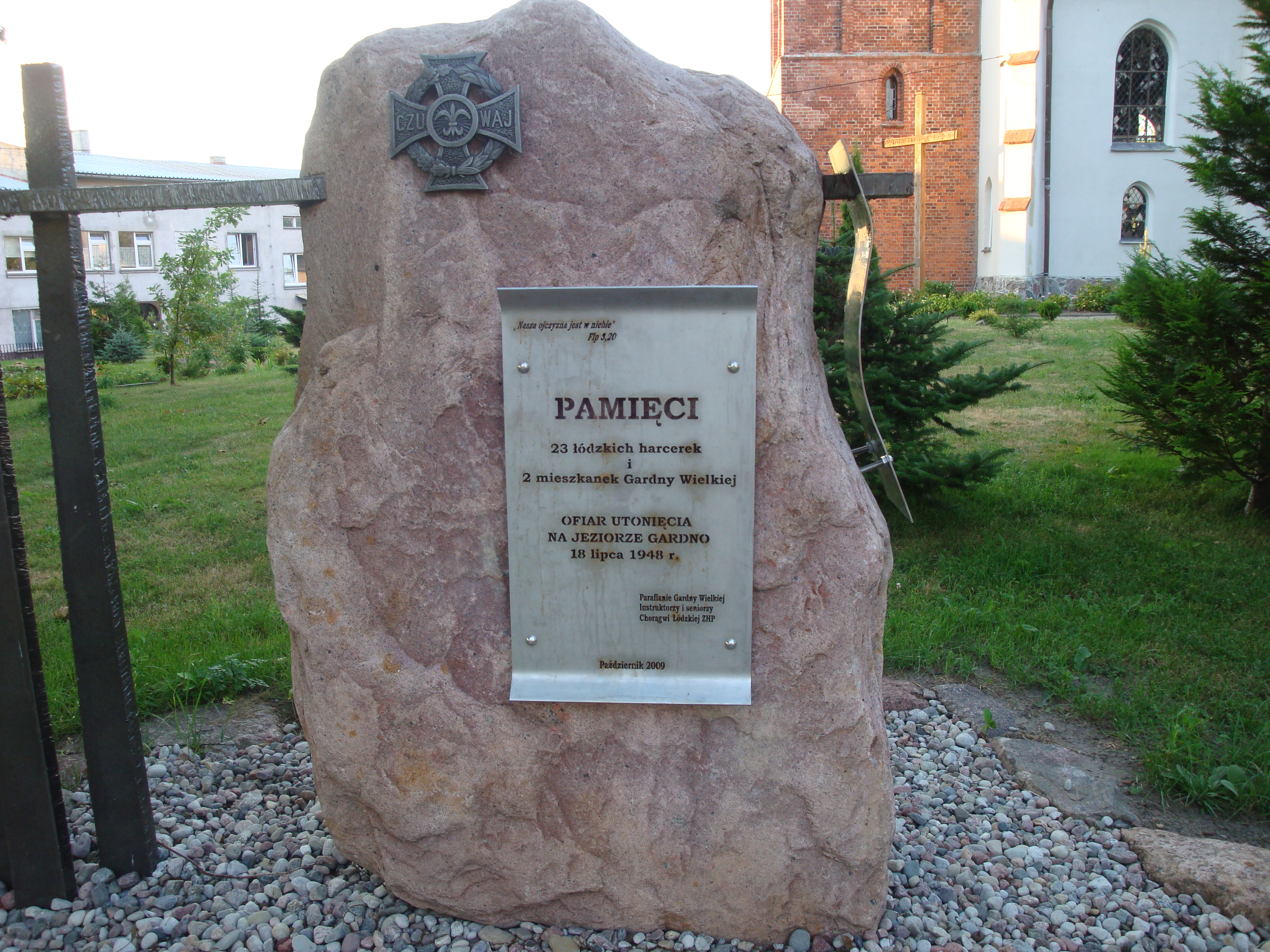
Pomnik w Gardnie Wielkiej

Zachowały się groby ofiar w Łodzi (zwolnione przez łódzką kurię biskupią od opłat cmentarnych), w tym wspólna kwatera 17 harcerek na Starym Cmentarzu: każda z harcerek ma na niej pomnik z fotografią w mundurze. Z obserwacji instruktorów łódzkiej chorągwi, kiedy po latach powrócili do tej sprawy, wynika, że tragedia na jeziorze Gardno była i jest bardziej pamiętana w Polsce niż w samej Łodzi. Przez wiele lat w działalności tej chorągwi nie podejmowano tematu katastrofy, chociaż opiekowano się grobami zmarłych tragicznie harcerek. Dopiero przypomnienie katastrofy w 2002 przez szczecińską „Gazetę Wyborczą” (Gardna Wielka w 1948 leżała w województwie szczecińskim i szczecińskie gazety relacjonowały zdarzenie) spowodowało, że łódzkie środowisko harcerskie powróciło do tej kwestii. Kulminacyjnym punktem tych działań było gruntowne odnowienie pomników na Starym Cmentarzu i odsłonięcie w ich pobliżu tablicy pamiątkowo-informacyjnej podczas dużej uroczystości 18 lipca 2018.

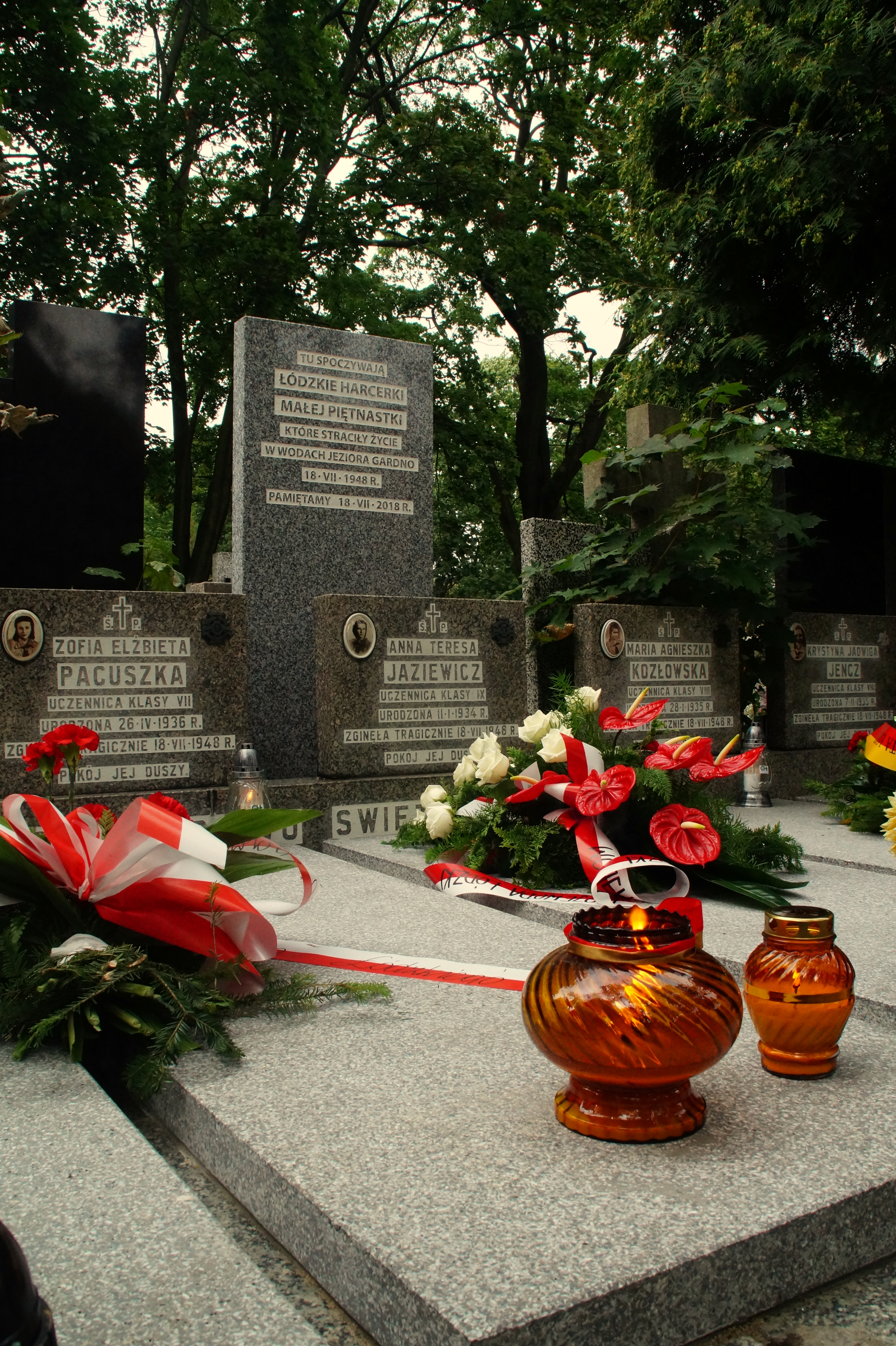
Tablica pamiątkowa przy grobach harcerek Małej Piętnastki na Starym Cmentarzu w Łodzi

W 2018 najwięcej pamiątek o charakterze osobistym, na przykład mundur harcerski Joanny Skwarczyńskiej, znajdowało się w zbiorach Izby Tradycji Łódzkiej Chorągwi ZHP przy ulicy Bohdana Stefanowskiego, gdzie można też uzyskać wyczerpujące informacje i zapoznać się z materiałami publikacyjnymi na ten temat (wycinki prasowe, broszury).
Symboliczną postacią wśród ofiar stała się 13-letnia zastępowa Joanna Skwarczyńska, harcerka wyróżniająca się wśród koleżanek dojrzałością, wiedzą i talentem aktorskim (grywała dziecięce role w profesjonalnych teatrach). Imię Joanny Skwarczyńskiej nosi pięć żeńskich drużyn harcerskich (w Łodzi w ramach ZHP, a nadto w Bydgoszczy, Gdyni, Koszalinie, Warszawie i druga w Łodzi w ramach ZHR (XXV Łódzka drużyna harcerek). 18 października 2003 imię Joanny Skwarczyńskiej nadano szkole podstawowej w Gardnie Wielkiej. Druhna Joanna Skwarczyńska jest najmłodszą patronką szkoły w Polsce; szkoła jest obecnie niepubliczna.
W 2009 obok kościoła w Gardnie Wielkiej odsłonięto obelisk upamiętniający katastrofę.
18 lipca 2018, z okazji 70. rocznicy tragedii, Chorągiew Łódzka ZHP oraz Towarzystwo Opieki nad Starym Cmentarzem przy ulicy Ogrodowej w Łodzi zorganizowały uroczystości upamiętniające. Po mszy celebrowanej przez księdza Roberta Batolika – kapelana Chorągwi Łódzkiej ZHP – w kościele pw. św. Jerzego uczestnicy rocznicy udali się na Stary Cmentarz, gdzie przy częściowo odrestaurowanych grobach harcerek Małej Piętnastki odsłonięto pamiątkową tablicę oraz odsłuchano przemówienia władz Chorągwi Łódzkiej ZHP, włodarzy miasta i województwa. W tym samym roku zorganizowano również wystawę o harcerkach Małej Piętnastki w budynku komendy chorągwi i przygotowano publikację pt. „Mała Piętnastka. 70 rocznica tragedii na jeziorze Gardno” pod redakcją harcmistrza Zbigniewa Dolacińskiego, podharcmistrza Piotra Dziewulskiego oraz harcmistrzyni Anny Jakubowskiej-Rapkiewicz.
Beletryzowaną historię katastrofy Małej Piętnastki na jeziorze Gardno z fikcyjnymi wątkami przedstawił w książce „Otchłań” Jacek Koprowicz. W 2022 roku w Nowym Teatrze im. Witkacego w Słupsku powstał spektakl pt. ,,Mała Piętnastka - legendy pomorskie" poświęcony katastrofie na jeziorze Gardno w reżyserii Tomasza Mana.

## Ofiary katastrofy
1. Anna Bogdanowicz (lat 13)
2. Halina Broszkiewicz (lat 13)
3. Elżbieta Czernik (lat 13)
4. Teresa Czyżykowska (lat 21)
5. Anna Jaziewicz (lat 14)
6. Krystyna Jencz (lat 13)
7. Halina Kowal (lat 19)
8. Aleksandra Kozłowska (lat 15)
9. Maria Kozłowska (lat 13)
10. Elżbieta Leszewska (lat 8)
11. Eugenia Leszewska (lat 37)
12. Teresa Leszewska (lat 10)
13. Krystyna Milerowicz (lat 12)
14. Lidia Niepołomska (lat 13)
15. Zofia Pacuszka (lat 12)
16. Halina Piecek (lat 12)
17. Irena Piecek (lat 14)
18. Joanna Skwarczyńska (lat 13)
19. Teresa Sokołowska (lat 14)
20. Barbara Szabłowska (lat 14)
21. Anna Ślusiewicz (lat 14)
22. Krystyna Walewska (lat 14)
23. Halina Wizner (lat 13)
24. Rozalia Zabłocka (lat 42)
25. Teresa Zapolska (lat 15)[4]